# Marco Cosimo Piscopo
Marco Cosimo Piscopo (ur. 18 lipca 1983 w Gagliano del Capo) – włoski siatkarz, grający na pozycji środkowego. 

## Sukcesy klubowe
Mistrzostwo Włoch:
- 2008
- 2009

Liga Mistrzów:
- 2009